# Krasnovo, Plovdiv
Krasnovo (în bulgară Красново) este un sat în comuna Hisarea, regiunea Plovdiv,  Bulgaria. 

## Demografie
Componența etnică a satului Krasnovo
     Turci (5,29%)
     Bulgari (86,24%)
     Nicio identificare (8,46%)
     Altele (0%)
La recensământul din 2011, populația satului Krasnovo era de 756 locuitori. Din punct de vedere etnic, majoritatea locuitorilor (86,24%) erau bulgari, cu o minoritate de turci (5,29%). Pentru 8,46% din locuitori nu este cunoscută apartenența etnică.